# N268 (België)
De N268 is een gewestweg in België tussen Waver (N239) en Graven (N25/N240). De weg heeft een lengte van ongeveer 6 kilometer.
De gehele weg bestaat uit twee rijstroken in beide rijrichtingen samen.

## Plaatsen langs N268
- Waver
- Basse-Wavre
- Gastuche
- Près
- Monts
- Graven